# Комірка Феррела
Комірка Феррела — елемент циркуляції земної атмосфери у помірному поясі, розташований приблизно між 30 і 65 градусами північної широти та 30 і 65 градусами південної широти та обмежений субтропічним хребтом з екваторіального боку і полярним фронтом з полярного. Комірка Феррела вважається другорядним циркуляційним елементом і повністю залежить від комірки Гадлі та полярної комірки. Теорію існування цієї комірки розробив американський метеоролог Вільям Феррел у 1856 році.
Фактично, комірка Феррела діє як підшипник кочення між коміркою Гадлі та полярною коміркою, через це її інколи називають зоною перемішування. На приполярній межі, комірка Феррела може перекриватися із полярною коміркою, а на екваторіальній — з коміркою Гадлі. Переважні приповерхневі вітри, що відповідають цій комірці, мають назву західних вітрів помірного поясу. Проте, локальні ефекти можуть легко скривити комірку, так Азійський антициклон значно зсуває її на південь, фактично роблячи розривною.
Тоді як комірка Гадлі і полярна комірка замкнуті, комірка Феррела не обов'язково є такою, внаслідок чого західні вітри помірних широт не настільки регулярні, як пасати або східні вітри полярних районів, та залежать від локальних умов. Хоча висотні вітри дійсно західні, приповерхневі вітри часто і різко змінюють свій напрямок. Відсутність швидкого руху до полюсів або до екватора не дозволяє цим вітрам прискорюватися, в результаті при проходженні циклона або антициклона вітер може швидко змінити напрямок, та протягом днів дути у східному або іншому напрямку.
Розташування комірки сильно залежить від розташування відповідного їй висотного струмового потоку, що визначає розташування смуги приповерхневих циклонів. Хоча загальний рух повітря біля поверхні обмежений приблизно 30 і 65 градусами північної та південної широт, висотний зворотний рух повітря виражений значно менш чітко.